# ديلان كوفي
ديلان كوفي (بالإنجليزية: Dylan Covey) هو لاعب كرة قاعدة أمريكي، ولد في 14 أغسطس 1991 في باسادينا في الولايات المتحدة.

## وصلات خارجية
- ديلان كوفي على موقع دوري كرة القاعدة الرئيسي (الإنجليزية)
- ديلان كوفي على موقعبيزبول رفرنس.كوم (الدوري الرئيسي) (الإنجليزية)
- ديلان كوفي على موقعبيزبول رفرنس.كوم (الدوري الثانوي) (الإنجليزية)
- ديلان كوفي على موقع إي إس بي إن.كوم (أم.أل.بي) (الإنجليزية)
- ديلان كوفي على موقع مشجعي الرسوم البيانية (الإنجليزية)